# Льяктапата
Льяктапата (Llaqtapata) — давнє гірське місто часів держави інків Тауантінсую у 15 км від Мачу-Пікчу. Інші назви цього міста Патальякта (Patallaqta), Кінтімарка (Q'ente Marka). З мови кечуа Ляктапата перекладається на українську як «місто сходів» або «місто терас».

## Назва
Свою назву отримав завдяки унікальній формі побудови: неймовірно довгих сходин, що плавно підіймаються по схилу пагорба, і декілька рядків горизонтально розташованого житла, що радіально оздоблюють пласке гірське підніжжя. Льяктапата також відоме як Патальякта або «Високе місто».

## Опис

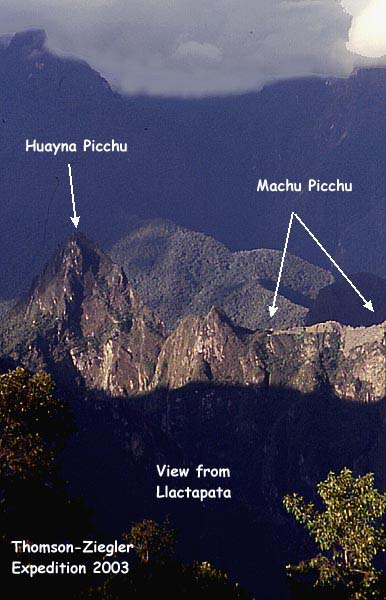
Льяктапата та Мачу-Пікчу

Руїни міста розташовані на висоті 2840 метрів над рівнем моря. Розташовується в долині річки Урубамба (департамент Куско).
На думку, вчених Льяктапата займала стратегічне положення в імперії інків, так як через неї проходили основні дороги країни. На прилеглих до міста полях селяни вирощували різноманітні сільськогосподарські культури. Тут також розташовувався один з важливих центрів переробки і зберігання врожаю. Існує версія, що Ляктапата використовувалася і як місце для здійснення церемоній, і як тимчасова зупинка для відпочинку на шляху в Мачу-Пікчу.
Льяктапата була зруйнована під час відступу Манко Інка Юпанкі в 1536 році, чим відрізав іспанських конкістадорів від інших важливих імперських міст.
Від колишньої архітектурної величі Льактапати до нас дійшли зовнішні кам'яні стіни будинків з добре збереженими дверними отворами.